# Whigfield (album)
Whigfield er debutalbummet fra den dansk dance-sanger Whigfield. Det blev udgivet i juni 1995 og bortset fra Australien, hvor det først blev udgivet i 1997. I Japan fik det titlen Saturday Night - Let's Whiggy Dance." I Holland solgte man en dobbelt-cd, hvor den første CD indeholder remix og et bonusnummer, mens den anden anden cd indeholdt det normale album. I Canadablev det udgivet med yderligere tre ekstra sange. I Singapore blev det udgivet under titlen Sexy Eyes - The Album og i Sydkorea under titlen Big Time - The Album.
I Taiwan blev det kaldt Superbox - Super Hits & Remix Collection. Den indeholdte to CD'er, hvoraf den ene inkluderede numrene fra Whigfield og numrene "Junto A Ti" og "Gimme Gimme". Den anden CD inkluderede forskelige remix og havde sin egen titel på coveret; Superbox - Remix Collection.
Visse version, særligt Special Editions, indeholdt Whigfields coverversion af "Last Christmas" og "It's Alright".

## Spor
1. "Think of You"
2. "Another Day"
3. "Don't Walk Away"
4. "Big Time"
5. "Out of Sight"
6. "Close to You"
7. "Sexy Eyes"
8. "Ain't It Blue"
9. "I Want to Love"
10. "Sexy Eyes"
11. "Saturday Night"
12. "Think of you (Dancin'Divaz Remix)